# برایتون (اورگن)
برایتون (به انگلیسی: Brighton) یک منطقهٔ مسکونی در ایالات متحده آمریکا است که در اورگن واقع شده‌است. برایتون ۲۸٫۹۶ متر بالاتر از سطح دریا واقع شده‌است.